# Nepenthes hamiguitanensis
Nepenthes hamiguitanensis este o specie de plante carnivore din genul Nepenthes, familia Nepenthaceae, ordinul Caryophyllales, descrisă de Gronem., Wistuba, V.B. Heinrich, S. Mcpherson, Mey și V.B. Amoroso. Conform Catalogue of Life specia Nepenthes hamiguitanensis nu are subspecii cunoscute.

## Galerie de imagini

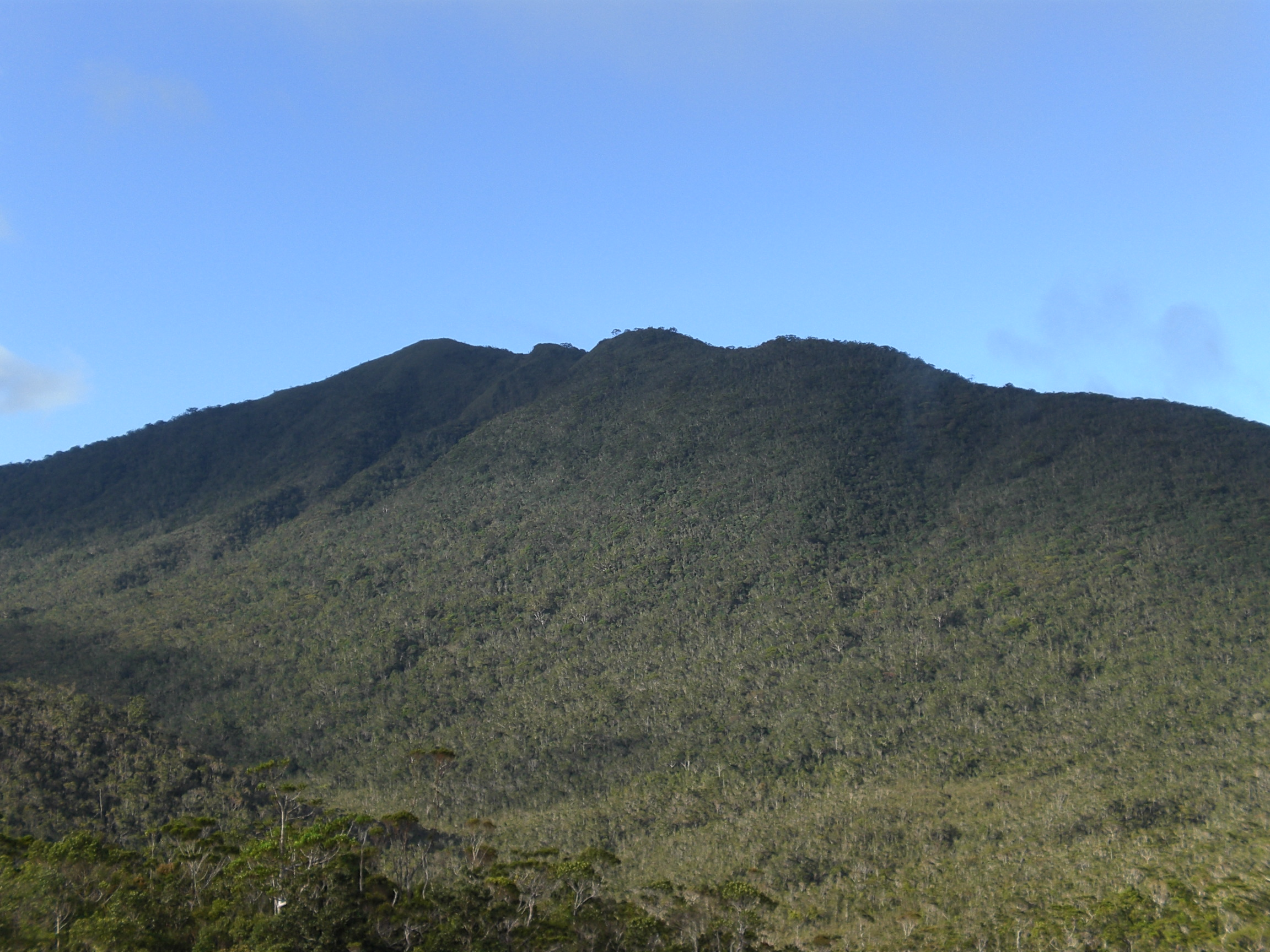